# Emory Tate
Emory Andrew Tate Jr. (Chicago, Illinois, 27 de diciembre de 1958 - Milipitas, California, 17 de octubre de 2015) fue un maestro internacional de ajedrez estadounidense. El primer gran maestro de ajedrez negro, Maurice Ashley, llamó a Tate «absolutamente un pionero del ajedrez afroamericano». También es el padre del exluchador de kickboxing e influenciador Andrew Tate.

## Primeros años
Tate nació en Chicago, donde su padre, Emory Andrew Tate Sr., era un abogado exitoso, y su madre, Emma Cox Tate, dirigía un negocio de arrendamiento de camiones. Aprendió a jugar al ajedrez cuando era niño. Sirvió en la Fuerza Aérea de los Estados Unidos como sargento de personal, donde sus habilidades lingüísticas fueron invaluables.
Además del inglés y el alemán, Tate aprendió español siendo un estudiante de intercambio en México. Fue elegido para participar en el Programa de Honores en Lengua Extranjera, División de Español de la Universidad de Indiana durante el verano de 1975 y pasó dos meses viviendo con una familia mexicana.

## Carrera de ajedrez
La calificación FIDE más alta de Tate fue 2413 en la lista de calificación de octubre de 2006, lo que lo convirtió en el jugador número 72 con la calificación más alta en los Estados Unidos y entre los 2000 mejores jugadores activos del mundo. Su calificación máxima de la USCF fue 2499 en la lista de abril de 1997. Recibió el título de maestro internacional en 2007, después de obtener su tercera norma en el World Open de 2006.
Tate tenía la reputación de ser un táctico creativo y peligroso en el circuito de ajedrez, donde ganó unas 80 partidas de torneo contra Grandes Maestros. Tate ganó el campeonato de ajedrez de las Fuerzas Armadas de los Estados Unidos cinco veces. Ganó el campeonato estatal de Indiana seis veces (1995, 1996, 2000, 2005, 2006, 2007) y fue incluido en el Salón de la Fama del Ajedrez del Estado de Indiana en 2005. También ganó el campeonato estatal de Alabama en 2010.  Su compañero, Leroy Hill, veterano de la Fuerza Aérea y campeón de ajedrez de las Fuerzas Armadas Estadounidenses en 2003, dijo: «Todos los jugadores tenían nombres de calles. El de Emory era 'Extraterrestre' porque pensábamos que sus jugadas eran «fuera de este mundo».

## Vida personal y muerte
Emory tuvo tres hijos con su esposa Eileen. Su hijo mayor, Emory Andrew Tate III (conocido como Andrew), es un conocido kickboxer, influencer y activista de extrema derecha. Su hija, Janine Tate Webb, es una destacada abogada. La pareja se divorció en 1997 y Eileen regresó a Luton con sus hijos.
El 17 de octubre de 2015, Tate murió tras colapsar de repente durante un torneo en Milpitas, California.
En una entrevista, su hijo Andrew dijo que «jamás lo vi estudiar libros de ajedrez, jamás. También odiaba las computadoras de ajedrez y nunca las usaba. Simplemente se sentaba y jugaba». 

## Juegos representativos
de Firmian -Tate,  New Jersey Open 2001 1.e4 c5 2. Cf3 d6 3.d4 cxd4 4. Cxd4 Cf6 5. Cc3 Ad7 6. Ae3 Cg4 7. Ag5 h6 8. Ah4 g5 9. Ag3 Ag7 10.h3 Ce5 11. Ae2 Nbc6 12. Cb3 h5 13.f3 h4 14. Af2 Cg6 15. OO Ae5 16. Dd2 Dc8! 17 Ae3 Af4 18. Tfe1 Cce5 19. Cd4 Axh3! 20.gxh3 Dxh3 21. Ab5+ Rf8 22. Axf4 Cxf4 23. Tf1 a6 24. Ad3 Dg3+ 25. Rh1 h3! 26 Tg1 Dg2+ 27. Txg2 hxg2+ 28. Rg1 Th1+ 29. Rf2 Txa1 30. Cd1 Rg7 31. Ce2 Tc8 32.b3 f6 33. Cg1 Th8 34. Ac4 Th1 35. Ae2 Txa2 36. Ce3 Ta1 37. Cd1 Neg6 38. Ac4 Ch4 39. Ae2 Txg1 40. Rxg1 Ch3+ 0-1 
Tate- Yudasin, U.S. Masters 1997 1.e4 c5 2. Cf3 d6 3.d4 cxd4 4. Cxd4 Cf6 5. Cc3 a6 6. Ac4 e6 7. Ab3 Cbd7 8. De2 Cc5 9.g4!? b5 10.g5 Cfd7 11. Ad5! ? Ab7 12. Axb7 Cxb7 13.a4 bxa4 14. Rxa4 Nbc5 15. Ta3 Db6 16. OO Ae7 17. Rh1 OO 18.b4! ? Ca4 19. Cf5! exf5 20. Cd5 Dd8 21.exf5 Te8 22. Dh5! ? Nab6? 23 Th3 Cf8 24.f6! ! Cxd5 25.fxg7 Rxg7 26. Ab2+ Rg8 27.g6! Af6 28.gxf7+ Rh8 29. Tg1 Te1 30. Txe1 Axb2 31. Te8 Cf6 32. Txd8 Txd8 33. Dh6 Ce4 34. Dh4! Cf6 35. Tg3 C8d7 36. Dh6 1-0 
Tate-Braunlich, U.S. Open 2001 1.e4 c5 2. Cf3 d6 3.d4 cxd4 4. Cxd4 Cf6 5. Cc3 a6 6. Ac4 e6 7. Ab3 b5 8. Ag5 h6 9. Ah4 Ae7 10. Df3 Dc7 11. OOO Nbd7 12. The1 Cc5 13. Cf5! Cxb3+ 14.axb3 exf5 15. Axf6 gxf6 16. Cd5 Dd8 17. Cxe7 Rxe7 18.exf5+ Ae6 19.fxe6 fxe6 20. Db7+ Dd7 21. Txe6+! 1-0 Después de las 21. . . Rxe6 22. Te1+, los blancos ganan la dama negra y dan jaque mate rápidamente.